# Emil Shimoun Nona
Emil Shimoun Nona (* 1. November 1967 in Alqosh, Irak) ist Erzbischof der chaldäisch-katholischen Eparchie Sankt Thomas der Apostel in Sydney.

## Leben
Emil Shimoun Nona studierte am Priesterseminar der Chaldäer und empfing am 11. Januar 1991 in Bagdad die Priesterweihe. Anschließend war er als Pfarrer tätig. Von 2000 bis 2003 absolvierte er ein Promotionsstudium an der Päpstlichen Lateranuniversität in Rom und unterrichtet Anthropologie im kirchlichen Babel College in Bagdad. Er spricht Arabisch, Italienisch, Chaldäisch-Neu-Aramäisch und Englisch.
Papst Benedikt XVI. ernannte ihn 2009 zum Erzbischof von Mosul und Nachfolger des ermordeten Paulos Faraj Rahho. Die Bischofsweihe spendete ihm am 8. Januar 2010 Emmanuel III. Delly, der Patriarch von Babylon der chaldäisch-katholischen Kirche; Mitkonsekratoren waren die Weihbischöfe in Bagdad Shlemon Warduni, Jacques Ishaq und Andraos Abouna, der Erzbischof von Kirkuk Louis Sako, der Bischof von Zaku Petros Hanna Issa Al-Harboli, der Bischof von Arbil Rabban Al-Qas, der Bischof von Alquoch Mikha Pola Maqdassi, der emeritierte Erzbischof von Kirkuk André Sana und der Apostolische Nuntius Erzbischof Francis Assisi Chullikatt. Die Amtseinführung wurde überschattet von der Ermordung eines irakischen Katholiken.
Am 15. Januar 2015 ernannte ihn Papst Franziskus unter Beibehaltung des persönlichen Titels eines Erzbischofs zum Bischof von Sankt Thomas der Apostel in Sydney.